# Regum Poloniae icones

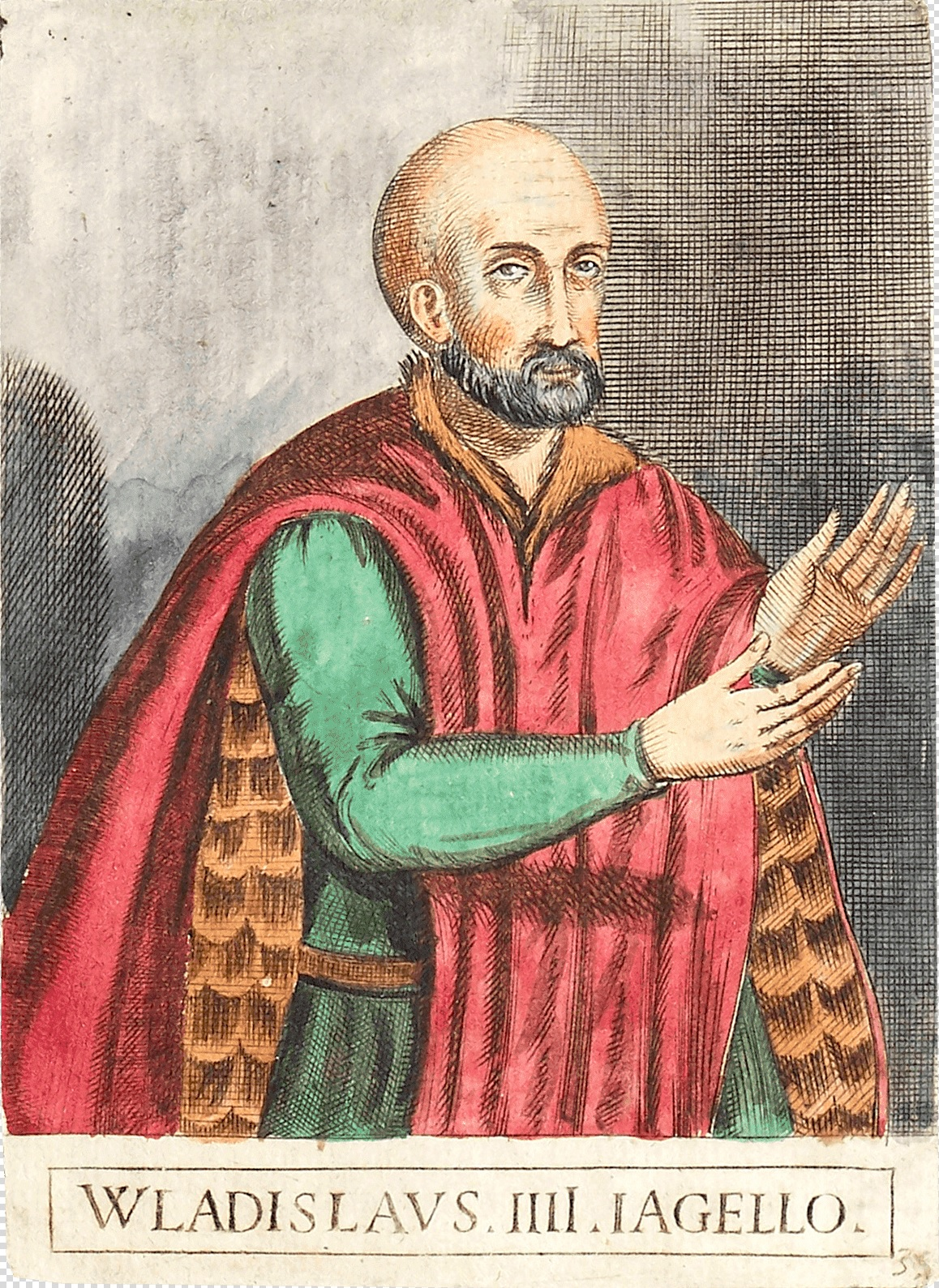
Portret króla Polski Władysława Jagiełły z egzemplarza Regum Poloniae icone z Ossolineum

Regum Poloniae icones – cykl portretów władców polskich grawerowany na miedzianych płytach przez Tomasza Tretera ok. 1590 r.
Cykl obejmuje 44 wizerunki królów i książąt polskich, od Lecha po Zygmunta III Wazę oraz kartę tytułową z nazwiskiem autora, herbem Korony (orłem białym), datą 1591 i łacińską nazwą Romae. Wykonano go na miedzianych płytach, łącząc miedzioryt z techniką akwaforty. Źródłami dla Tretera przy sporządzaniu portretów były dostępne mu wówczas obrazy, nagrobki, pieczęcie i grafiki z postaciami władców, np. przy wizerunkach wszystkich legendarnych pierwszych władców Polski oraz pięciu historycznych Piastów wzorował się na grafikach z Chronica Polonorum (1521) Macieja Miechowity. Treter przedstawiał najczęściej popiersia (23 ilustracje) lub półpostacie (19 ilustracji) królów i władców, a jedynie w dwóch przypadkach ich całą postać.
Cykl portretów był kilkakrotnie wydawany w postaci odbitek z miedziorytów. Najstarsze, ale niekompletne (bez portretu Zygmunta III oraz karty tytułowej) znane wydanie rycin z Regnum, pochodzi z życiorysów władców polskich Principum et regum Polonorum imagines ad vivum expressae (Kolonia, 1594) autorstwa Arnolda Myliusa, gdzie stanowią one ilustrację tej książki. Przypuszcza się, że Mylius nie dysponował oryginalnymi miedziorytami, tylko użył matryc wykonanych na podstawie wcześniej wydrukowanego, niezachowanego do dziś, wydania Regum Poloniae icones, drukowanego być może jeszcze w 1591 w Rzymie. Ryciny Tretera znalazły się także w dziele Alberta Inesa Lechias ducum, principum ac regum Poloniae z 1655. Pierwsze kompletne wydanie Regnum znane jest z edycji ze schyłku XVII w. lub początku XVIII w., datowanej na podstawie znaków wodnych m.in. z herbami Amsterdamu na papierze książki. Papier był produkcji holenderskiej, ale miejsce wydania nie jest pewne, gdyż papier ten szeroko eksportowano. Przypuszcza się, że książkę opublikowano w Szwecji. Z tej edycji zachowały się trzy egzemplarze przechowywane w: Zakładzie Narodowym im. Ossolińskich we Wrocławiu (jedyny, który po wydruku został pokolorowany, użyto farb akwarelowych, malowania dokonano przypuszczalnie pod koniec XIX w. lub na początku XX w.), Bibliotece Królewskiej w Sztokholmie i w zbiorach Escorialu (ten egzemplarz pozbawiony jest ryciny Zygmunta III). Kolejne wydanie kompletu rycin Tretera (z wyjątkiem karty tytułowej) jako części ilustracji książki „Polska kongars saga” autorstwa Göstafa Hallmana, prezentującej życiorysy kolejnych władców Polski aż do Stanisława Leszczyńskiego, miało miejsce w 1736 w Sztokholmie. Prawdopodobnie zarówno wydanie z XVII/XVIII w., jak i z 1736 odbito z oryginalnych płyt Tretera, które co najmniej od 1736 były w Szwecji, zapewne zrabowane w Polsce.
Ilustracje Tretera były jednym z materiałów źródłowych w tworzeniu pocztu królów i książąt polskich przez Jana Matejkę.